# Viaduc de la Quarantaine
Le viaduc de la Quarantaine est un pont franchissant la Saône à Lyon. Situé à la sortie du tunnel de Saint-Irénée il permet à la ligne de Paris-Lyon à Marseille-Saint-Charles de rejoindre la gare de Lyon-Perrache.

## Histoire
Le viaduc est commencé en 1854, en maçonnerie. Mais le 29 novembre de cette même année, sans qu'une crue importante ait lieu, ses deux arches rive gauche basculent - sans doute par manque de fondation solide - et barrent la rivière. Il faut vite le remplacer pour relier la gare de Vaise à celle de Perrache alors en construction ; et la PLM choisit une solution simple et inesthétique : celle d'une simple poutre métallique posée sur une pile unique au milieu de la Saône, terminée dès la fin de 1856.
Au début du XXe siècle, la ville de Lyon estime que sa silhouette dépare l'entrée de la ville et demande sa reconstruction. La compagnie PLM, très réticente, finit par s'exécuter ; on bâtit alors (de 1927 à 1932) un pont métallique, on élargit aux frais de la ville les passages inférieurs sur les quais et on obtint la physionomie actuelle qui n'est que peu altérée en 1944 car les artificiers allemands ne jugent pas utile de détruire complètement le passage.

Viaduc de la Quarantaine
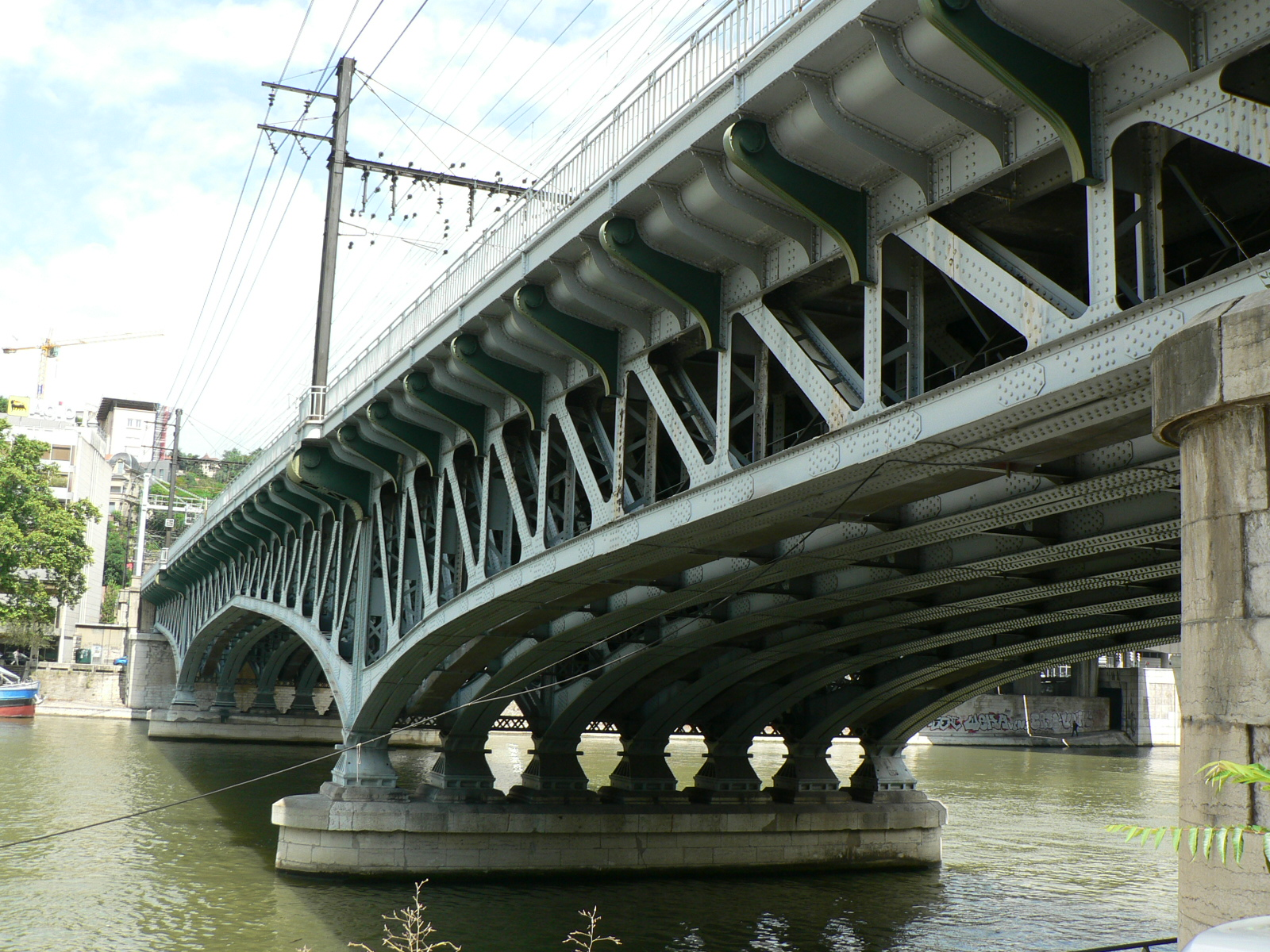
Vue vers le nord-ouest et le 5e arrondissement
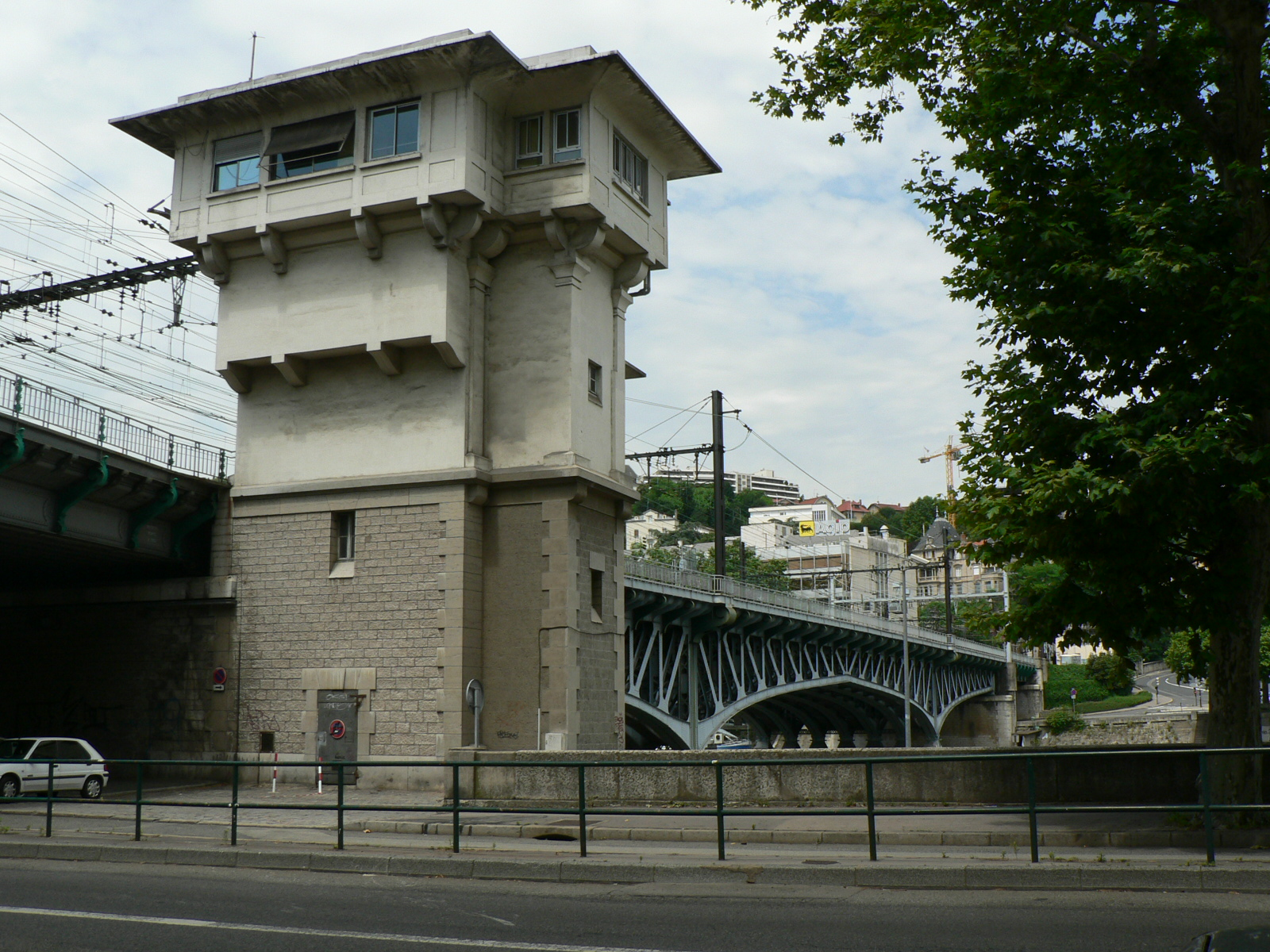
Poste du poste d'aiguillage de Lyon-Perrache n°1, en rive gauche de la Saône, désaffecté
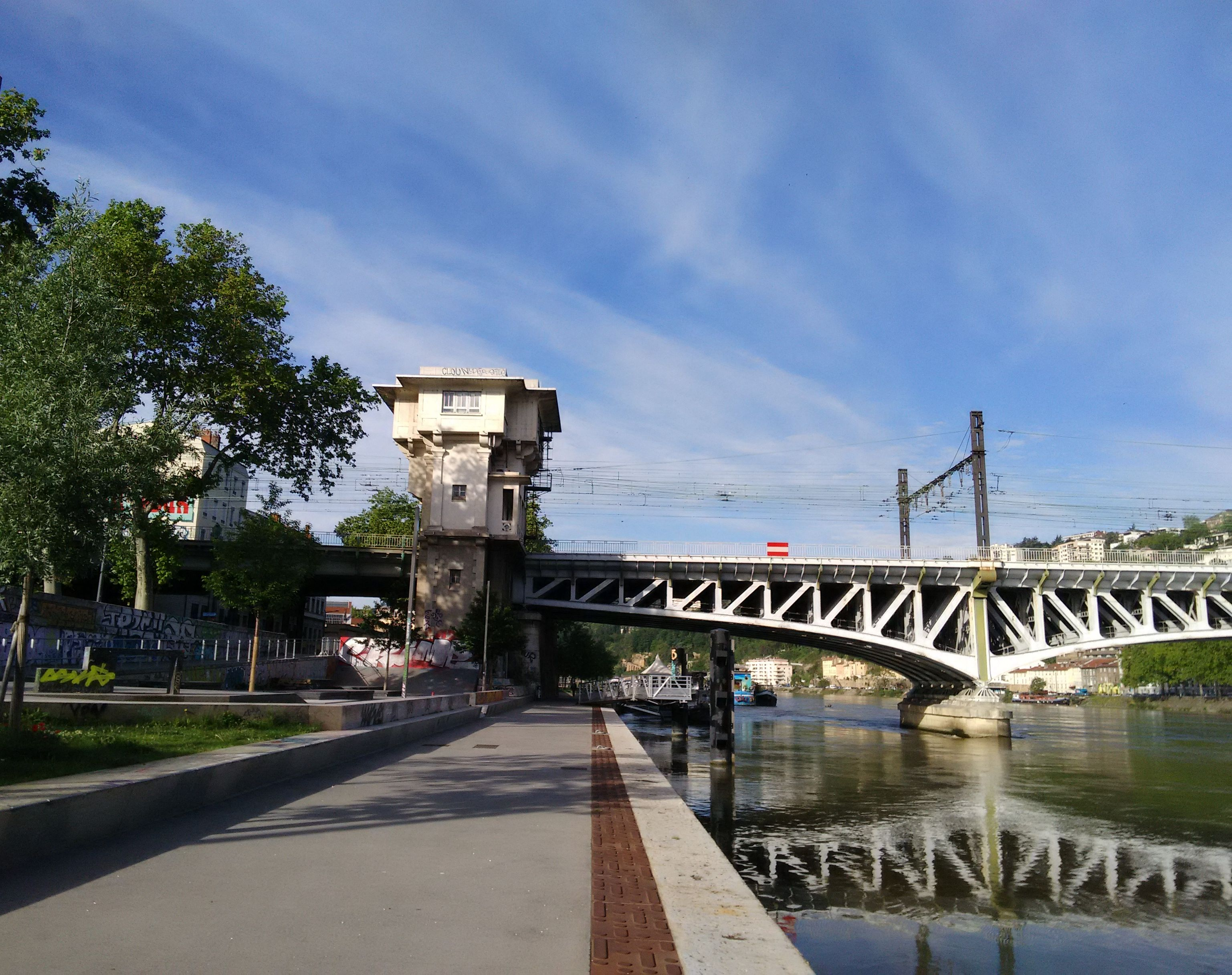
Vue depuis le quai Rambaud du viaduc de la Quarantaine et du poste d'aiguillage n°1, désaffecté

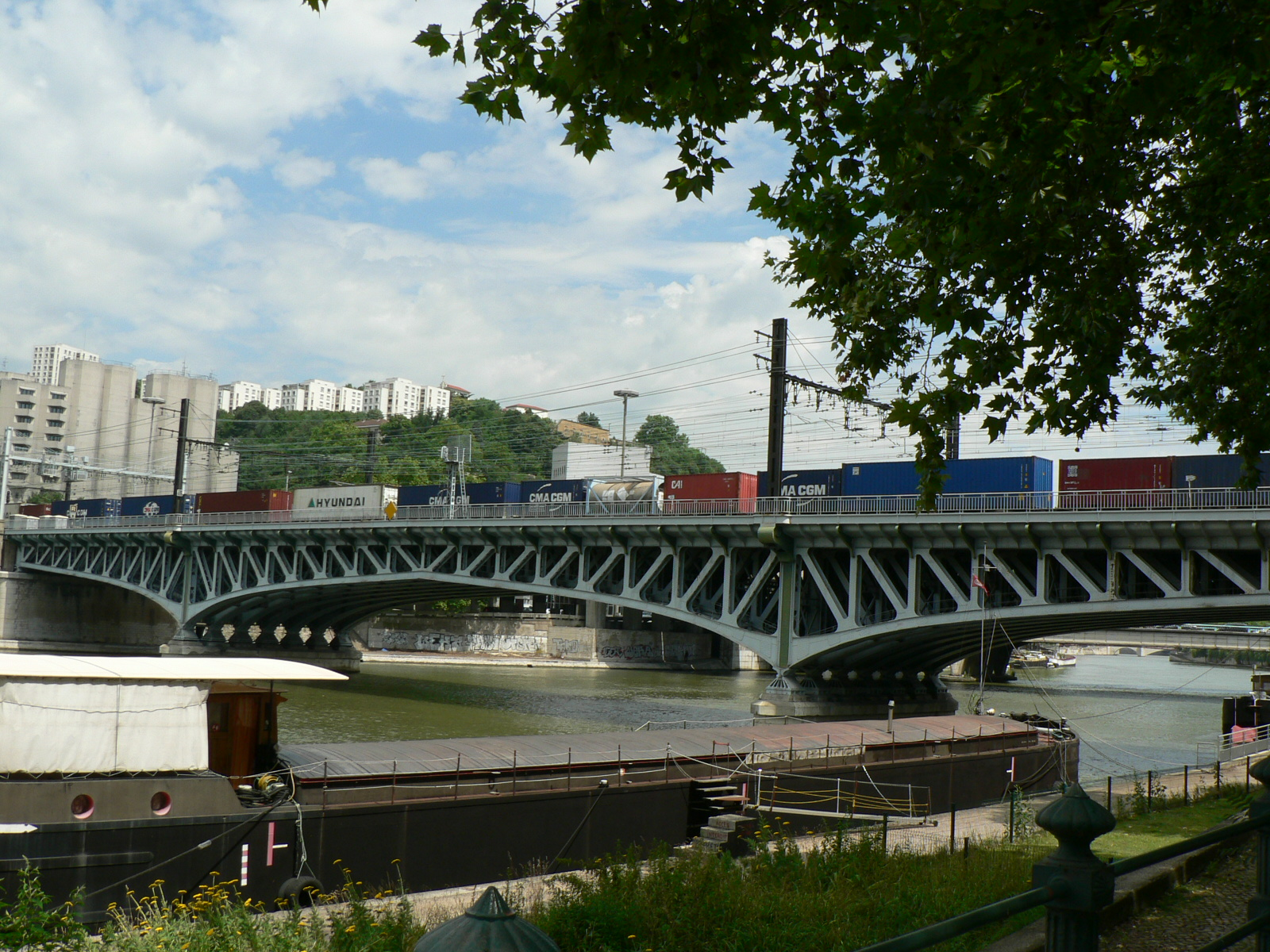
Vue vers l'amont, avec sous l'arche en arrière-plan le quai des Étroits en rive droite
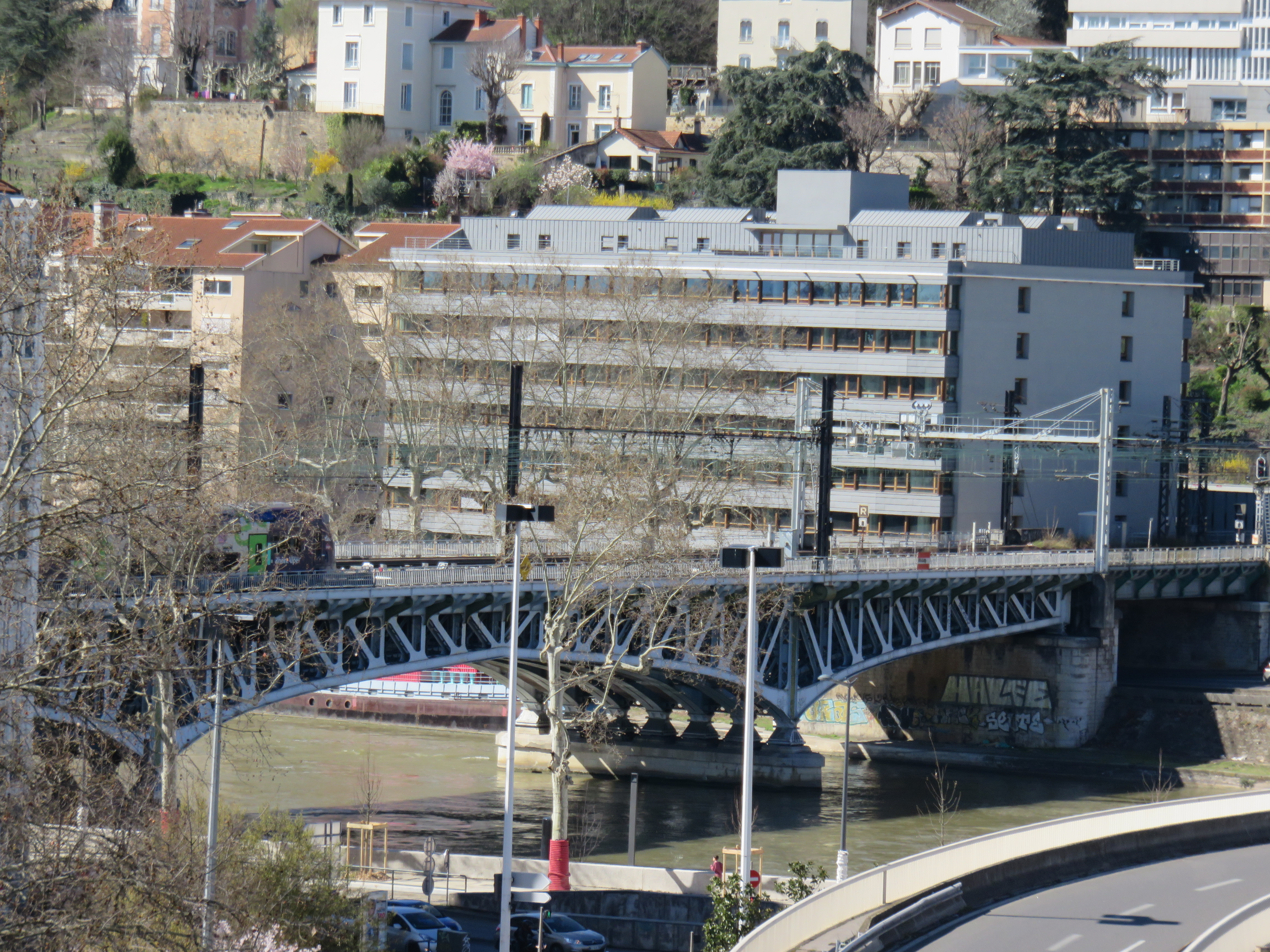
Vue depuis les « jardins suspendus » du centre d'échanges de Perrache (dans la presqu'île). L'immeuble en arrière-plan est le no 4 du quai des Étroits. Vue vers l'aval.
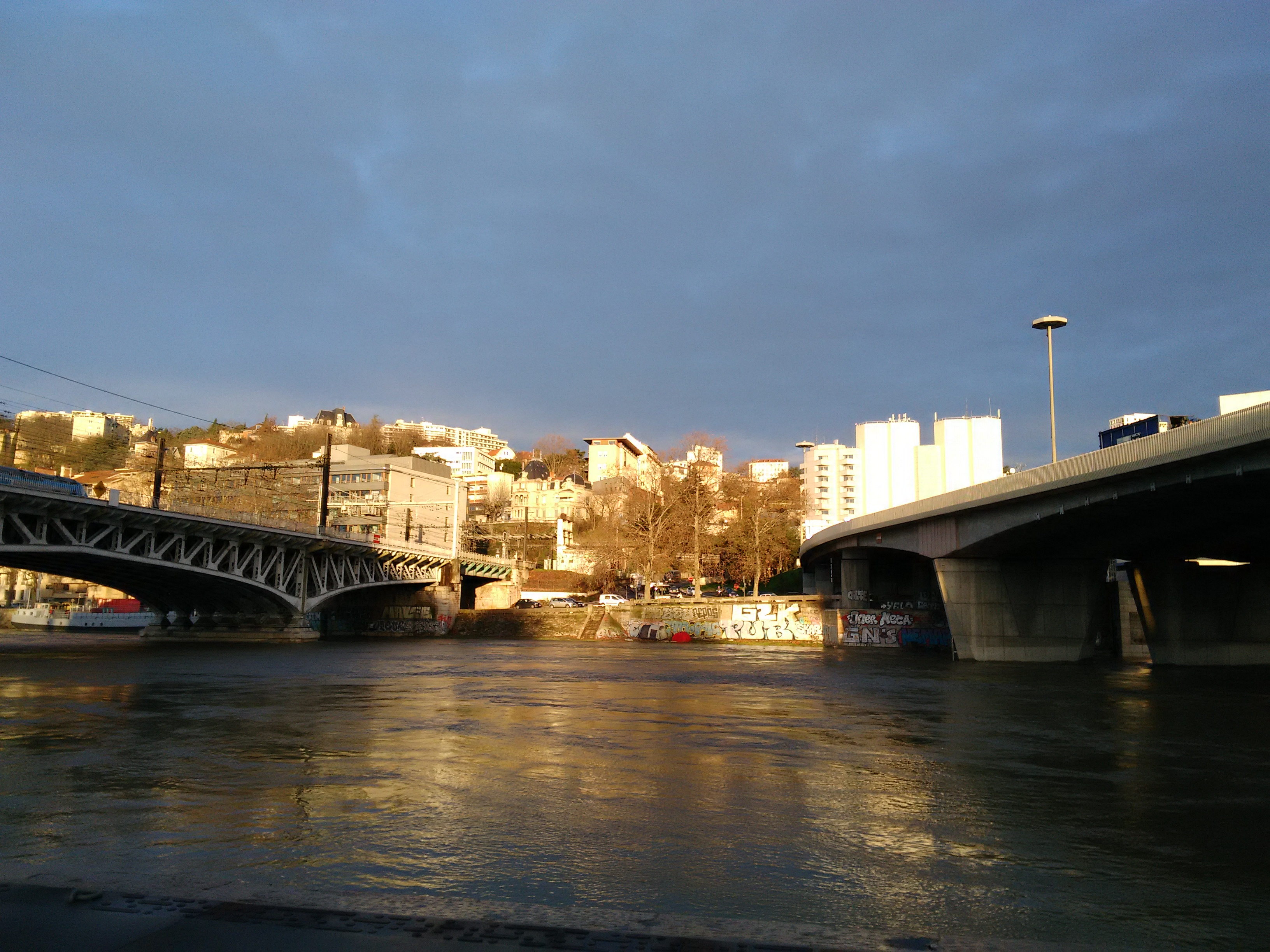
Vue depuis le quai Rambaud du viaduc de la Quarantaine et du pont de l'autoroute sur la Saône

## Sources
- Cet article est partiellement ou en totalité issu de l'article intitulé « Ponts de Lyon » (voir la liste des auteurs).